# Angelina Lamelas
Angelina Lamelas Olaran (Santander, 23 de octubre de 1935) es una escritora y periodista santanderina, considerada una de las mejores cuentistas literarias españolas. Su obra, intimista y piadosa con el ser humano, está basada en recuerdos y raíces en los que afloran fantasía e imaginación. Ha ganado los más importantes premios literarios de narrativa breve, como la Hucha de Oro o el Clarín de la Asociación de Escritores y Artistas Españoles.

## Biografía
Nace en Santander el 23 de octubre de 1935. Allí pasa su infancia, entre los juegos de la calle de Castelar, frente a Puertochico, y el colegio de las Esclavas. Pronto descubre su facilidad para escribir, desde el observatorio de una familia muy numerosa y la proximidad del mar. En 1952, a los dieciséis años, obtiene el premio europeo de la Alianza Francesa, con un trabajo sobre José María de Pereda. Acude a París, como ganadora de España, y allí se reúne con el resto de los ganadores europeos. Ella siempre lo consideró un temprano espaldarazo, que le sirvió para creer en sus dotes de narradora.
Estudia Magisterio en Santander y Periodismo en Madrid, después de pasar dos años como profesora en Francia e Inglaterra. En las aulas de la Escuela Oficial de Periodismo conoce al que será su marido, Francisco Fúster, y padre de sus dos hijos: Fernando y José Antonio.
En 1962 comienza a colaborar en el diario Ya y  la agencia Logos, con artículos literarios sobre temas de actualidad y algunos relatos. En 1971 obtiene la Hucha de Oro de Cuentos, ex aequo con el escritor Medardo Fraile. A ese premio le seguirán otros, algunos tan prestigiosos como el Premio de la UNED de Relatos Breves, el “Alfonso Martínez-Mena” o el “Clarín” de la Asociación de Escritores y Artistas Españoles.

## Obra publicada

### Narrativa
- El cachorro y otros cuentos

(La Isla de los Ratones. Santander, 1972).
- Un sombrero en el zaguán y otros relatos

(Institución Cultural de Cantabria. Santander, 1991).
- A dos manos

Junto a José Antonio Fúster
(Huerga y Fierro Editores. Madrid, 2003).
- Cuentos de la vida casi entera[4][5]

(Ediciones Palabra. Madrid, 2009).
Carne de cuento' 
Editorial Valnera. 2018 

#### Narrativa Infantil
- Dika mete la pata

(Ediciones Palabra. Madrid, 1997).
- Un secreto en altamar

(Ediciones Palabra. Madrid, 1998).
- Un osito en la basura

(Ediciones Palabra. Madrid, 2002).
- Dika en Nueva York

(Ediciones Palabra. Madrid, 2004).
- Tato, el fantasma que perdió su sábana

(Ediciones Palabra. Madrid, 2008).

#### Poesía
- Recital de lluvia

Editorial Andrómeda, Madrid 1992
Colección Acuario, n.º 22
- El arco del violín

Huerga y Fierro Editores
Colección de Poesía

#### Poesía Infantil
- El cuarto de jugar

(Caparrós Editores. Madrid, 2007).

#### Cuentos publicados en Antologías
- Jonás en Jonás, el mar y 23 cuentos más

(Confederación Española de Cajas de Ahorros. Madrid, 1971).
- Silvestre Normal en Hucha de cuentos para Miguel amigo.

(Libro homenaje a Miguel Allué Escudero. Madrid, 1989).
- El paraíso deshabitado en (…las parió mi pluma…)

(Universidad Nacional de Educación a Distancia. Madrid, 1995).
- Una hoja de otoño en el parabrisas

15 autores escriben un cuento con ese título.
(Huerga y Fierro editores. Madrid, 2002).
- Calle Maipú en Pasión de papel

(Cuentos sobre el mundo del libro)
(Editorial Páginas de Espuma. Madrid, 2007).
- Jonás, La colcha rosa, Para piano y trenzas y El bañero en Cosas Nuestras

(Saint Gobain Canalización. Santander, 2007, 2008, 2009 y 2011).  Jornada de Clausura del Festival Internacional de Santander.
- Amor y paparajotes (Cuentos para Murcia)

Edición de José López Rueda y Lola Vicente
(De Cylea Ediciones, 2008).
- Cigarral de Menores (Cuentos para Toledo)

Edición de José López Rueda y Lola Vicente
(De Cylea Ediciones, 2009).

#### Ensayo
- Retratos de mujer en Palabra en el tiempo (libro-homenaje a Medardo Fraile).

Edición de Pedro M. Domene, Grupo Cultural Batarro, de Huércal-Overa. Almería. (Caja Sur, 2005).